# FREE POWER
株式会社FREE POWER（フリーパワー、英: FREE POWER CO.,LTD.）は、日本のギア研究開発・製造会社。

## 沿革
- 2007年（平成19年）8月 - 創業者の浜元陽一郎が個人で初代エコギア（FREE POWER FG-1原型）を発明
- 2010年（平成22年）2月 - エコギア特許取得（日本）
- 2011年（平成23年）
  - 3月 - エコギア特許取得（台湾）
  - 12月 - エコギア特許取得（中国）
- 2012年（平成24年）4月 - 株式会社FREE POWER設立
- 2015年（平成27年）
  - 2月 - 株式会社IP Bridge（産業革新機構が大株主）のイノベーションサービス事業第一号認定（浜元陽一郎と株式会社IPBridgeがエコギア特許権共有）
  - 11月 - 宮崎ビシネスプランコンテスト優秀賞受賞
- 2016年（平成28年）
  - 2月 - 九州経済産業局より新連携事業認定
  - 3月 - エコギアをフレキシギアに改名し宮崎県・大阪府で卸販売
- 2017年（平成29年）5月 - 株式会社Olympicグループが資本参加
- 2018年（平成30年）3月 - フレキシギアを改良しFREE POWER FG-1という商品名で卸販売開始

## 概要
本社は宮崎県宮崎市吉村町。2012年（平成24年）創業。代表取締役社長は浜元陽一郎、資本金2860万円。
社名の由来は世界に通用する商品でありたいという希望から浜元のアメリカ人の友人が命名。会社設立の目的はエコギア（現FREE POWER）の普及であったが、自転車業界の素人であった浜元にとって資金不足・人材不足からギア生産・販売は延期される。代わりに、成長市場でありかつ少ない資金で大量に生産可能な高齢者用杖と、その付属商品の生産・販売を始める。高齢者用杖は市場にあるほとんどの商品の重心が上にありかえってふらつきやすい事に着目し、重心を下に置きかつ石突きの重さを好みに応じて変えられる商品を1日で考案、すぐに特許申請・生産開始する。
この間、「プロトタイプ＝商品」のレベルまで引き上げなければならないというアメリカ人の友人の助言に基づき、引き続きエコギアの改良につとめ、初代エコギアよりも薄く・軽量化されたプロトタイプを複数製作、資金難の中試行錯誤を重ねる。同時にこれまで存在しなかったエコギアの認知を高める事は、個人には限界があり資金・労力ともに困難を極める。介護用品事業で会社が黒字に転換し始めた頃にエコギアが注目されはじめ、介護用品事業から自転車ギア事業へ本格的に方向転換する。その後も人材不足・資金不足に悩まされるが、エコギアの信頼を高めるため大学での検証実験により、数値による実証データを蓄積し認知活動を行うにつれ、自転車メーカーからの問い合わせを受けるようになる。浜元のモットーは「無から有を生み出す事に意味がある」、発明・開発の鉄則は「自然の原則に従い、従来の外観を損ねず、アナログで斬新であるもの」、発明・開発の理念は「特定分野のみならず広く応用可能なもの」。

## Free Powerの応用
エコギア（現Free Power）は何らかの抵抗のある場所で回転駆動が必要とされる場面ならば何にでも使用・応用可能。例えば、プロペラ、モーター、発電機、回転式ハンドルなど。

## 商品化
2016年（平成28年）「フレキシギアFlexi gear」の名前で商品化。宮崎県・大阪府で販売開始。現在は株式会社サイクルオリンピック（株式会社Olympicグループ子会社）でFree Power CLASSICとして販売。
2017年（平成29年）株式会社OSCサイクル（株式会社Olympicグループの子会社）との共同開発によりフレキシギアをさらに改良・軽量化しFree Power FG-1の商品名で本格的に販売開始。株式会社サイクルオリンピック（株式会社Olympicグループ子会社）関東36店舗で同年3月に販売開始後7か月で5000万円を売り上げ、同年7月には宮崎県の宮崎交通株式会社が始めたシェアサイクル事業に採用される。

## 開発の歴史

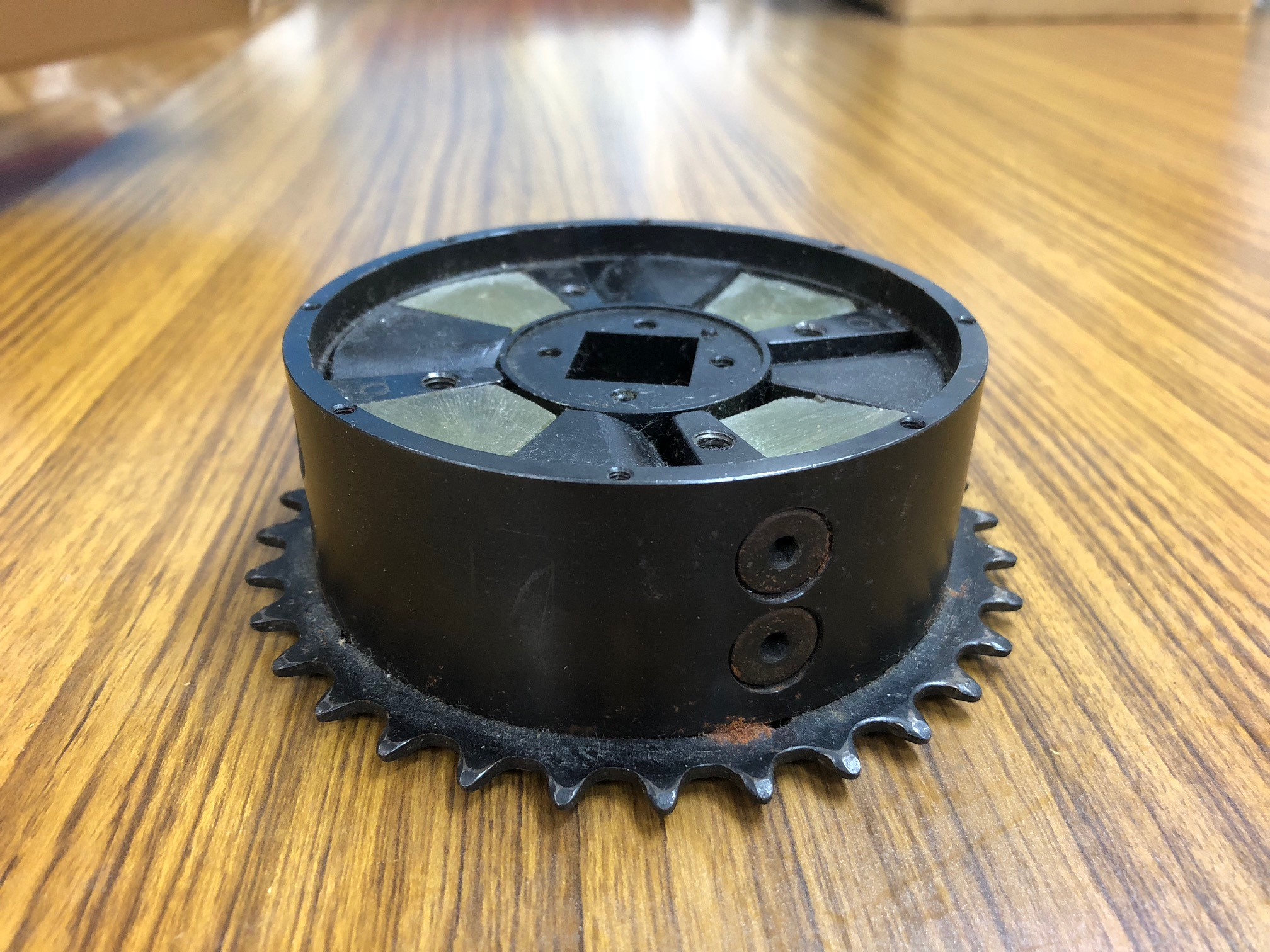
Free Power第1世代の写真（2008年 - 2009年）※特許取得のための実験用ギア、鉄製で重たく分厚い
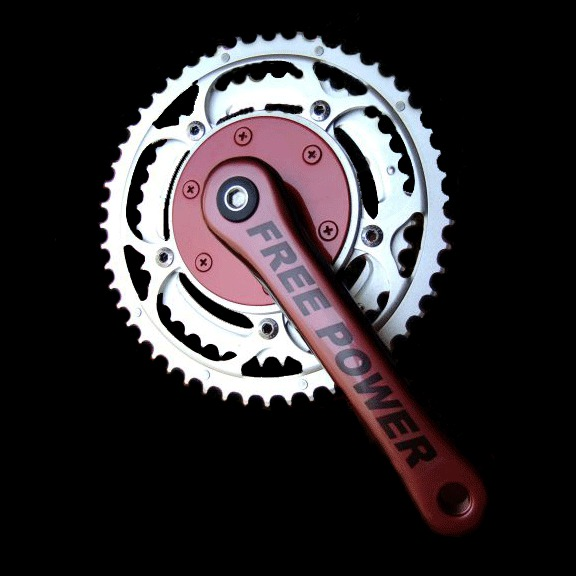
Free Power第2世代の写真（2010年 - 2012年）クロスバイク用
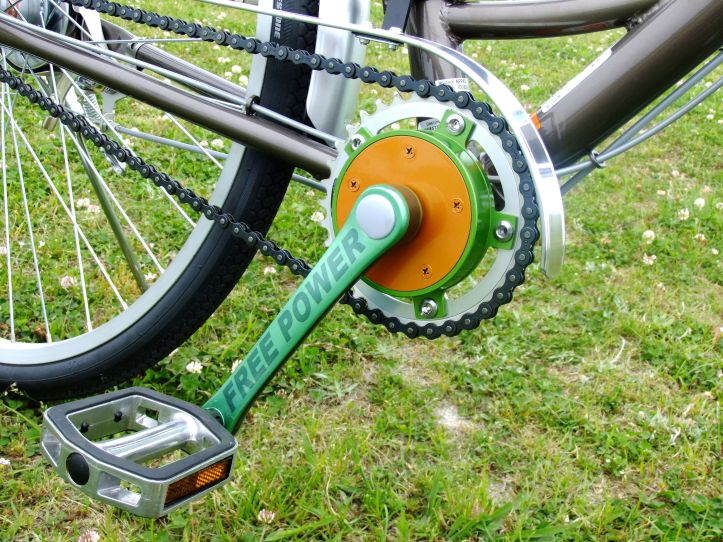
Free Power第3世代の写真（2010年 - 2012年）ママチャリ用
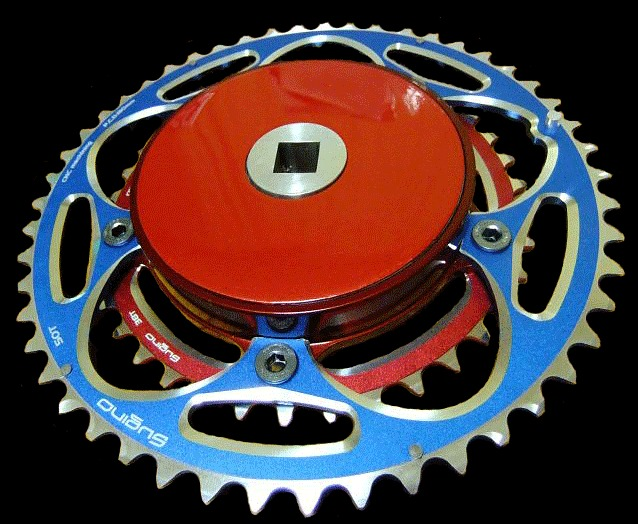
Free Power第4世代の写真（2010年 - 2012年）ロードバイク用
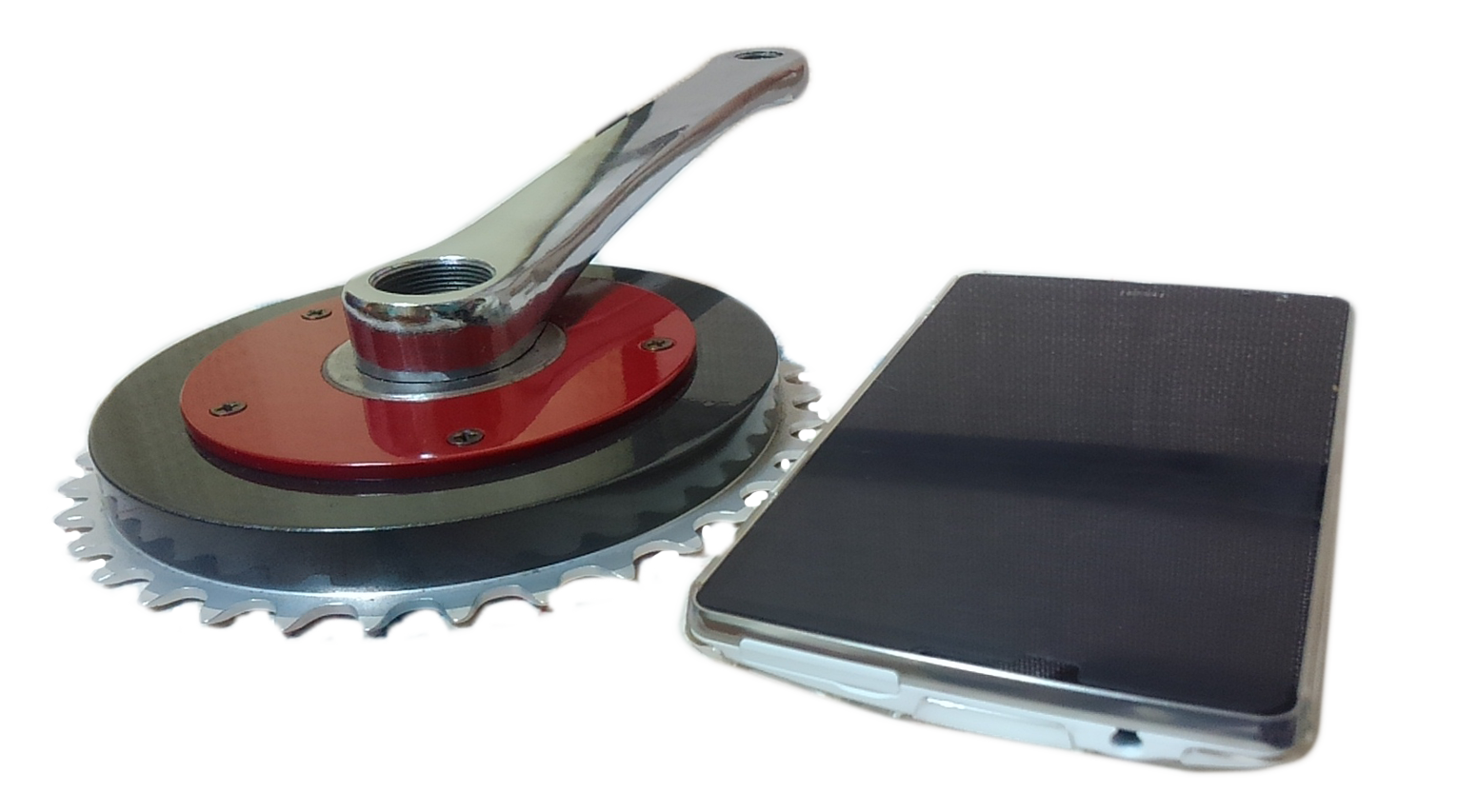
Free Power第5世代の写真（2013年 - 2014年）ママチャリ用
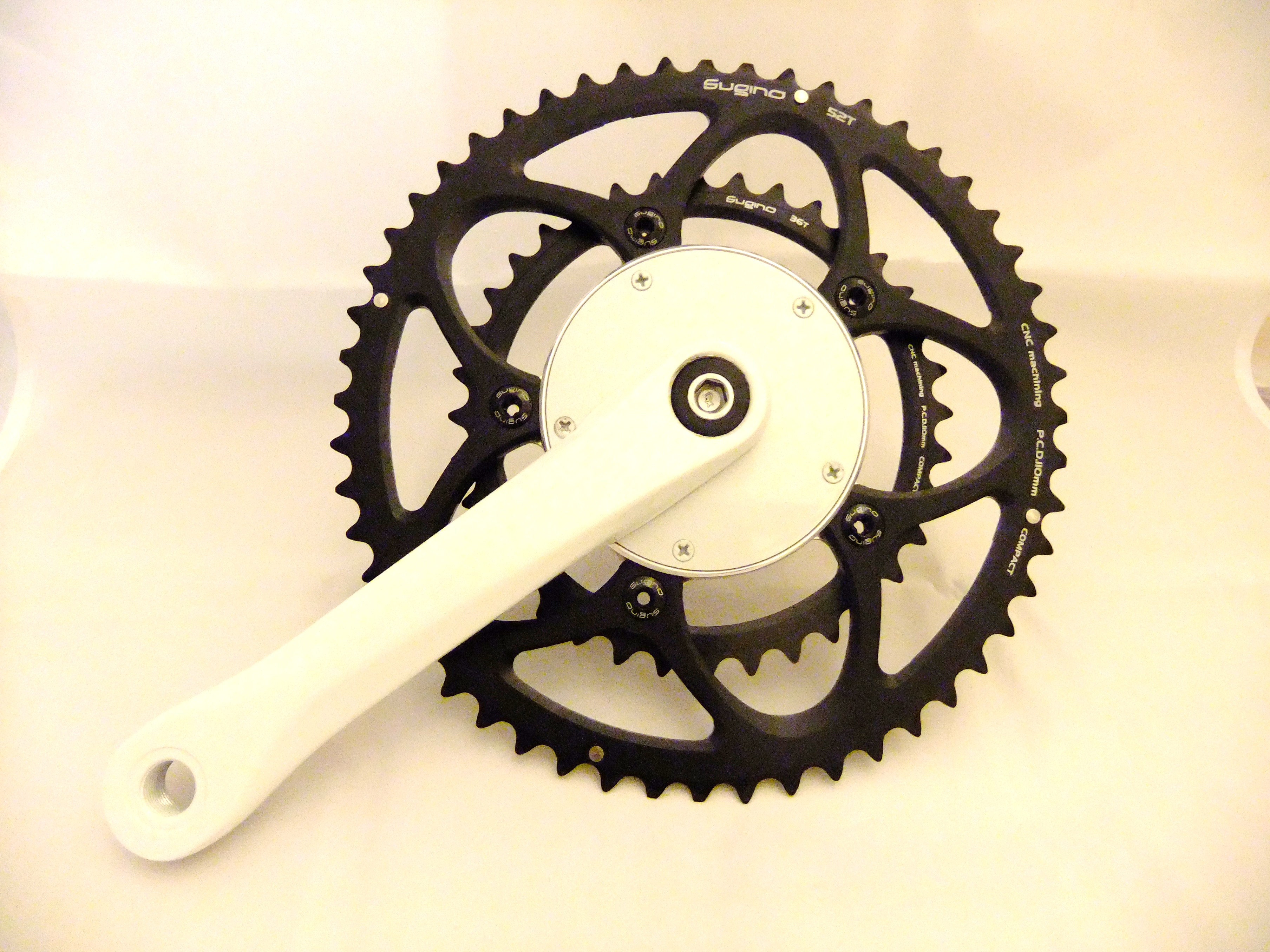
Free Power第6世代の写真（2015年）クロスバイク用
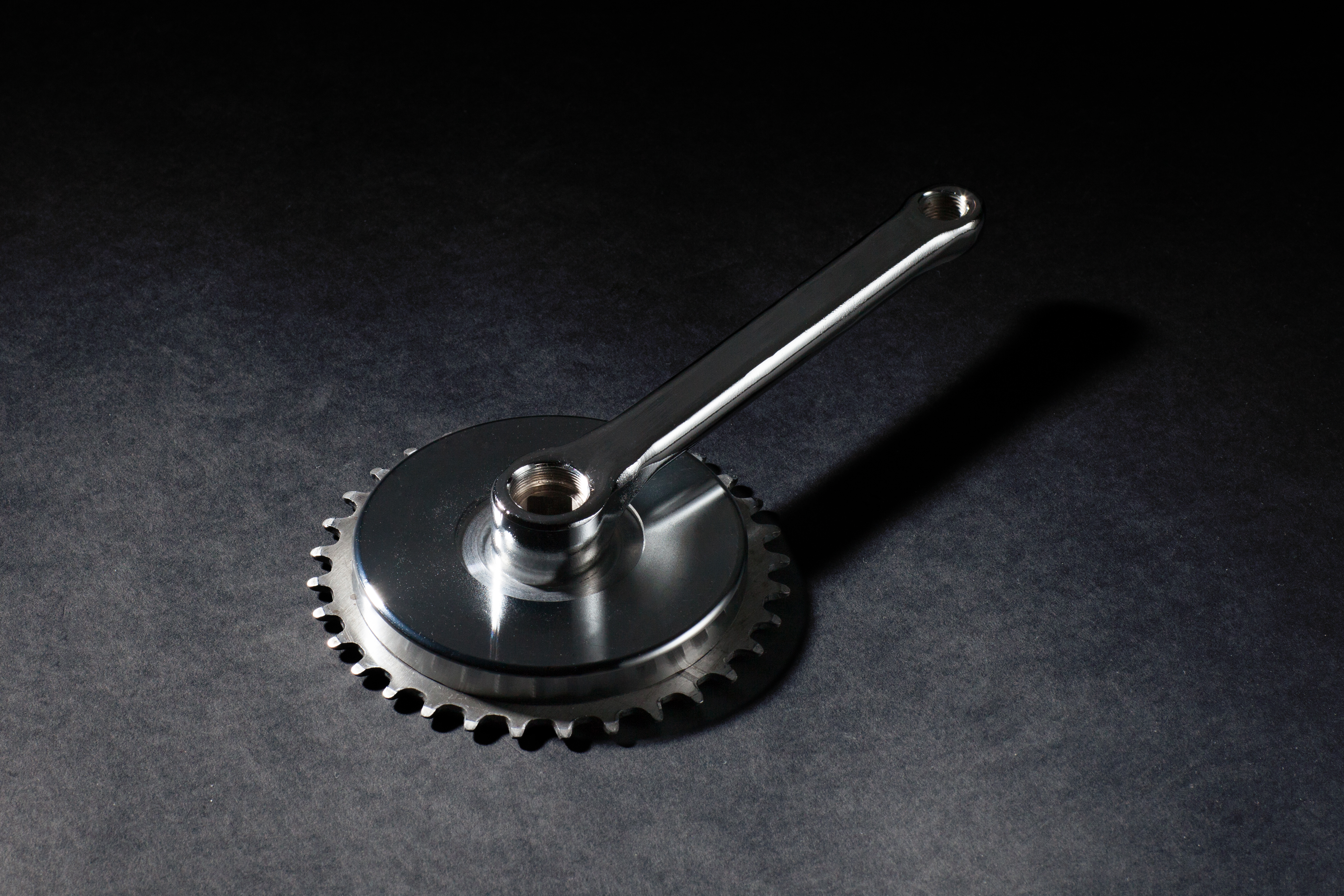
Free Power第7世代の写真